# Пам'ятки архітектури Старосамбірського району
У Старосамбірському районі Львівської області нараховується 92 пам'ятки архітектури.
| пор.№              | Найменування пам'ятки                               | Датування                     | Місцезнаходження                  | Охоронний № і номер у комплексі |
| ------------------ | --------------------------------------------------- | ----------------------------- | --------------------------------- | ------------------------------- |
|                    | м. Добромиль                                        |                               |                                   |                                 |
| 1                  | Дзвіниця василіянського монастиря (мур.)            | 1731 р.                       | вул. Замкова                      | 498                             |
| 2                  | Ратуша (мур.)                                       | XVIII ст.                     | пл.Ринок,1                        | 1425                            |
| 3                  | Замок (мур.)                                        | др.п.XVI ст.                  | біля с.Тернава                    | 499                             |
| 4                  | Церква Собору Пресвятої Богородиці (дер.)           | 1780р.                        | с.Бусовисько                      | 1430 /1                         |
| 5                  | Дзвіниця церкви Собору Пресвятої Богородиці (дер.)  | 1788р.                        | с.Бусовисько                      | 1430 /2                         |
| 6                  | Церква Св.Онуфрія (мур.) василіянського монастиря   | XV,XVII,XIX                   | с.Лаврів                          | 508 /1                          |
| 7                  | Монастирські приміщення (мур.)                      | ХУ –п.XX ст.                  | с.Лаврів                          | 508 /2                          |
| 8                  | Церква Успіння Богородиці (дер.)                    | 1732р.                        | с.Надиби (розібрана)              | 1431                            |
| 9                  | Церква Пресвятої Трійці (мур.)                      | XVI ст.                       | смт.Нижанковичі                   | 503                             |
| 10                 | Ратуша (мур.)                                       | XIX ст.                       | смт.Нижанковичі                   | 1426                            |
| 11                 | Костел Св.Мартина (мур.)                            | XVI-XVII ст.                  | с.Нове Місто                      | 1432                            |
| 12                 | Церква Св.Миколи (дер.)                             | 1736р.                        | с.Передільниця                    | 1433 /1                         |
| 13                 | Дзвіниця церкви Св.Миколи (дер.)                    | 1736р.                        | с. Передільниця                   | 1433 /2                         |
| 14                 | Церква Богоявлення Господнього (мур.)               | 1779р.                        | с.Ракова                          | 1434                            |
| 15                 | Церква Різдва Богородиці (мур.)                     | XV—XVI ст.                    | с. Росохи                         | 1435 /1                         |
| 16                 | Дзвіниця церкви Різдва Богородиці (дер.)            | XIX ст                        | с. Росохи                         | 1435 /2                         |
| 17                 | Мури з брамою (мур.)                                | XVIII-XIX ст.                 | с.Росохи                          | 1435 /3                         |
| 18                 | Костел Св.Мартина (мур.)                            | XVI, п.п. XX ст.              | с.Скелівка                        | 511 /1                          |
| 19                 | Вежа-дзвіниця костелу Св.Мартина (мур.)             | XV ст.                        | с.Скелівка                        | 511 /2                          |
| 20                 | Церква Воскресіння Господнього (дер.)               | XVII ст.                      | смт.Стара Сіль                    | 1427 /1                         |
| 21                 | Дзвіниця церкви Воскресіння Господнього (дер.)      | XVII ст.                      | смт.Стара Сіль                    | 1427 /2                         |
| 22                 | Костел Св.Михаїла (мур.)                            | 1613 - 1660р., 1922-1928 р.р. | смт.Стара Сіль                    | 1428 /1                         |
| 23                 | Дзвіниця костелу Св.Михаїла (зміш.)                 | XVII ст.                      | смт.Стара Сіль                    | 1428 /2                         |
| 24                 | Церква Св.Параскеви (дер.)                          | XVI-XVII ст.                  | смт.Стара Сіль                    | 1429 /1                         |
| 25                 | Дзвіниця церкви Св.Параскеви (дер.)                 | XVII ст.                      | смт.Стара Сіль                    | 1429 /2                         |
| 26                 | Костел Св.Ганни монастиря кармелітів (мур.)         | 1585 –1591р.р.,сер. XVIII ст. | с.Сусідовичі                      | 1436 /1                         |
| 27                 | Монастирські келії (мур.)                           | 1742р.                        | с.Сусідовичі                      | 1436 /2                         |
| 28                 | Садибний будинок (мур.)                             | XIX ст.                       | с.Чаплі                           | 1437                            |
| 29                 | Дзвіниця церкви Св.Михаїла (дер.)                   | 1760-ті р.р.                  | с.Ясениця –Замкова                | 1438                            |
| місцевого значення |                                                     |                               |                                   |                                 |
| 30                 | Церква Богоявлення Господнього (дер.)               | 1724р.                        | с.Бабина                          | 2393- м                         |
| 31                 | Церква Івана Богослова                              | 1890р.                        | с.Березів                         | 2411 –м                         |
| 32                 | Церква Воздвиження Чесного Хреста (дер.)            | XIX ст.                       | с.Библо                           | 1508 –м                         |
| 33                 | Церква Св.арх.Михаїла                               | 1860р.                        | с.Біличі                          | 1505 –м                         |
| 34                 | Церква Покрови Пресвятої Богородиці (дер.)          | 1849р.                        | с. Болозів                        | 1506 -м                         |
| 35                 | Церква Св.ап.Пилипа                                 | 1847р.                        | с.Боневичі                        | 1959 –м                         |
| 36                 | Церква Успення Пресвятої Богородиці                 | XIX ст                        | с.Боршевичі                       | 1507 –м                         |
| 37                 | Церква Св.Дмитрія (дер.)                            | 1922р                         | с.Букова                          | 2409 –м                         |
| 38                 | Церква Різдва Пресвятої Богородиці                  | 1600р.?1620р.?                | с.Велике                          | 513 –м                          |
| 39                 | Церква Воскресіння Господнього (дер.)               | п.XX ст                       | с.Великосілля                     | 2395 –м                         |
| 40                 | Церква Івана Хрестителя (дер.)                      | 1926р.                        | с.Виців                           | 2410 –м                         |
| 41                 | Церква Введення в храм Пресвятої Богородиці         | 1732р.                        | с. Нижня Вовча                    | 1960 –м                         |
| 42                 | Церква Св.Василія Великого (дер.)                   | п.XX ст.                      | с. Велика Волосянка               | 2394 –м                         |
| 43                 | Церква Св.арх.Михаїла                               | XIX ст.                       | с.Волошиново                      | 2399 –м                         |
| 44                 | Церква Св.Юрія (дер.)                               | 1910р.                        | с.Городисько                      | 2396 –м                         |
| 45                 | Церква Собору Пресвятої Богородиці                  | 1870р.                        | с.Городовичі                      | 1509 –м                         |
| 46                 | Церква Св.Косми і Дем”яна                           | 1824р.                        | с.Грабівниця                      | 1510 –м                         |
| 47                 | Церква Богоявлення Господнього (дер.)1795р.         | 1795р.                        | с.Грозово                         | 1511 –м                         |
| 48                 | Церква Різдва Пресвятої Богородиці (дер.)           | п.XX ст.                      | с.Гуманець                        | 2397 –м                         |
| 49                 | Церква Покрови Пресвятої Богородиці (дер.)          | 1777р.                        | с.Дешичі                          | 1512 –м                         |
| 50                 | Костел Преображення Господнього(мур.)               | XVI-XVIII ст.                 | м.Добромиль, вул.Грушевського,1   | 512 –м                          |
| 51                 | Церква Різдва Пресвятої Богородиці(дер.)            | 1805р.                        | с.Дроздовичі (згоріла)            | 1512-м                          |
| 52                 | Церква Св.арх.Михаїла (дер.)                        | 1760р.                        | с.Зоротовичі                      | 1514 –м                         |
| 53                 | Церква Успення Пресвятої Богородиці (дер.)          | п.XX ст.                      | с.Княжпіль                        | 2398 –м                         |
| 54                 | Церква Успення Пресвятої Богородиці(дер.)           | 1894р.                        | с.Кобло                           | 1515 –м                         |
| 55                 | Церква (дер.)                                       | 1847р.                        | с.Кропивник                       | 1516 –м                         |
| 56                 | Церква Покрови Пресвятої Богородиці                 | 1820р.                        | с.Максимівка                      | 517 /1 –м                       |
| 57                 | Дзвіниця церкви Покрови Пресвятої Богородиці        | 1820р.                        | с.Максимівка                      | 517 /2 –м                       |
| 58                 | Церква Успіння Пресвятої Богородиці(дер.)           | 1732р.                        | с.Мігово                          | 1517-м                          |
| 59                 | Церква Св.Миколая(дер.)                             | 1700р.                        | с.Муроване                        | 514-м                           |
| 60                 | Палац(мур.)                                         | XIX ст.(1930р.?)              | с.Муроване                        | 515 /1-м                        |
| 61                 | Парк                                                | XIX ст.                       | с.Муроване                        | 515 /2-м                        |
| 62                 | Дзвіниця церкви Різдва Пресвятої Богородиці (дер.)  | XVIII ст.                     | с.Мшанець                         | 518 –м                          |
| 63                 | Церква Св.Андрія (дер.)                             | 1728р.                        | с.Пацьковичі                      | 520 –м                          |
| 64                 | Церква Св.Василія Великого (дер.)                   | 1846р.                        | с.Підмостичі                      | 1518–м                          |
| 65                 | Церква Св.арх.Михаїла (дер.)                        | 1885р.                        | с.Плоске                          | 2401 –м                         |
| 66                 | Церква Св.Параскеви (дер.)                          | XIX ст.                       | с.П”ятниця                        | 2400 –м                         |
| 67                 | Церква Св.арх.Михаїла (дер.)                        | 1876р.                        | с.Ріп”яна                         | 1519–м                          |
| 68                 | Церква Покрови Пресвятої Богородиці (мур.)          | XVIII ст.                     | с.Росохи                          | 519 –м                          |
| 69                 | Палац                                               | XVII –XVIII ст.               | с.Скелівка                        | 516 –м                          |
| 70                 | Церква Св.Косми і Дам”яна (дер.)                    | 1799р.                        | с.Скелівка                        | 1520 –м                         |
| 71                 | Церква Св.ап.Петра і Павла (дер.)                   | 1845р.                        | с.Смеречка                        | 2403 –м                         |
| 72                 | Церква Св.арх.Михаїла (дер.)                        | 1821р.                        | с.Созань                          | 1521 –м                         |
| 73                 | Церква Різдва Пресвятої Богородиці                  | XIX ст.                       | с.Солянуватка                     | 2402 –м                         |
| 74                 | Церква Св.арх.Михаїла (дер.)                        | 1798р.                        | с.Соснівка                        | 521 –м                          |
| 75                 | Церква Св.Миколая (мур.)                            | 1830р.                        | м.Старий Самбір, вул.Л.Українки   | 1504 –м                         |
| 76                 | Церква Воздвиження Чесного Хреста                   | 1794р.                        | с.Страшевичі                      | 2404 –м                         |
| 77                 | Церква Св.Миколая                                   | 1870р.                        | с.Стороневичі                     | 2405 –м                         |
| 78                 | Церква святого Євстахія (дер.)                      | 1792р.                        | с.Стрілки                         | 522 /1 –м                       |
| 79                 | Дзвіниця церкви Св.Євстахія (дер.)                  | 1792р.                        | с.Стрілки                         | 522 /2 –м                       |
| 80                 | Церква Введення в храм Пресвятої Богородиці         | 1830р.                        | с.Сушиця (згоріла)                | 1522 –м                         |
| 81                 | Церква Положення ризи Пресвятої Богородиці (дер.)   | 1839р.                        | с. Велика Сушиця                  | 1522 –м                         |
| 82                 | Церква Різдва Пресвятої Богородиці                  | 1874р.                        | с.Терло                           | 1523 –м                         |
| 83                 | Церква Покрови Пресвятої Богородиці                 | 1842р.                        | с.Товарна                         | 2406 –м                         |
| 84                 | Церква Успення Пресвятої Богородиці (дер.)          | 1730р.                        | с.Топільниця                      | 523 /1–м                        |
| 85                 | Дзвіниця церкви Успення Пресвятої Богородиці (дер.) | 1730р.                        | с.Топільниця                      | 523 /2 –м                       |
| 86                 | Шпихлір                                             | 1730р.                        | с.Топільниця                      | 523 /3 –м                       |
| 87                 | Церква Різдва Пресвятої Богородиці (дер.)           | 1907р.                        | с.Торгановичі                     | 2407 –м                         |
| 88                 | Церква Собору Пресвятої Богородиці (дер.)           | 1717р.                        | с.Трушевичі                       | 2408 -м                         |
| 89                 | Церква Св.арх.Михаїла (дер.)                        | 1690р.                        | с.Тур”є                           | 524 /1–м                        |
| 90                 | Дзвіниця церкви Св.арх.Михаїла (дер.)               | 1690р.                        | с.Тур”є                           | 524 /2-м                        |
| 91                 | Церква Різдва Пресвятої Богородиці (мур.)           | 1848р.                        | м.Хирів, вул. Добромильська,28    | 1524 –м                         |
| 92                 | Колегія єзуїтів (мур.)                              | 1883-1886р.р.                 | м.Хирів, вул. Б. Хмельницького,40 | 2534 -м                         |

## Джерело
Перелік пам'яток Львівської області [Архівовано 16 вересня 2012 у Wayback Machine.]